# Grammy Award for Best Metal Performance
Der Grammy Award for Best Metal Performance, auf Deutsch „Grammy-Award für die beste Metal-Darbietung“, ist ein Musikpreis, der seit 1990 bei den jährlich stattfindenden Grammy Awards durch die Recording Academy verliehen wird. Ausgezeichnet werden Musiker oder Bands für qualitativ besonders hochwertige Beiträge aus dem Musikgenre Metal.
Der Preis wurde insgesamt siebenmal an die Band Metallica vergeben, die damit die am häufigsten ausgezeichnete Band in dieser Kategorie ist. In den Jahren 2012 und 2013 wurde dieser Preis der Kategorie Best Hard Rock/Metal Performance zugeschlagen, ehe er ab 2014 wieder eine eigene Kategorie wurde.

## Hintergrund und Geschichte

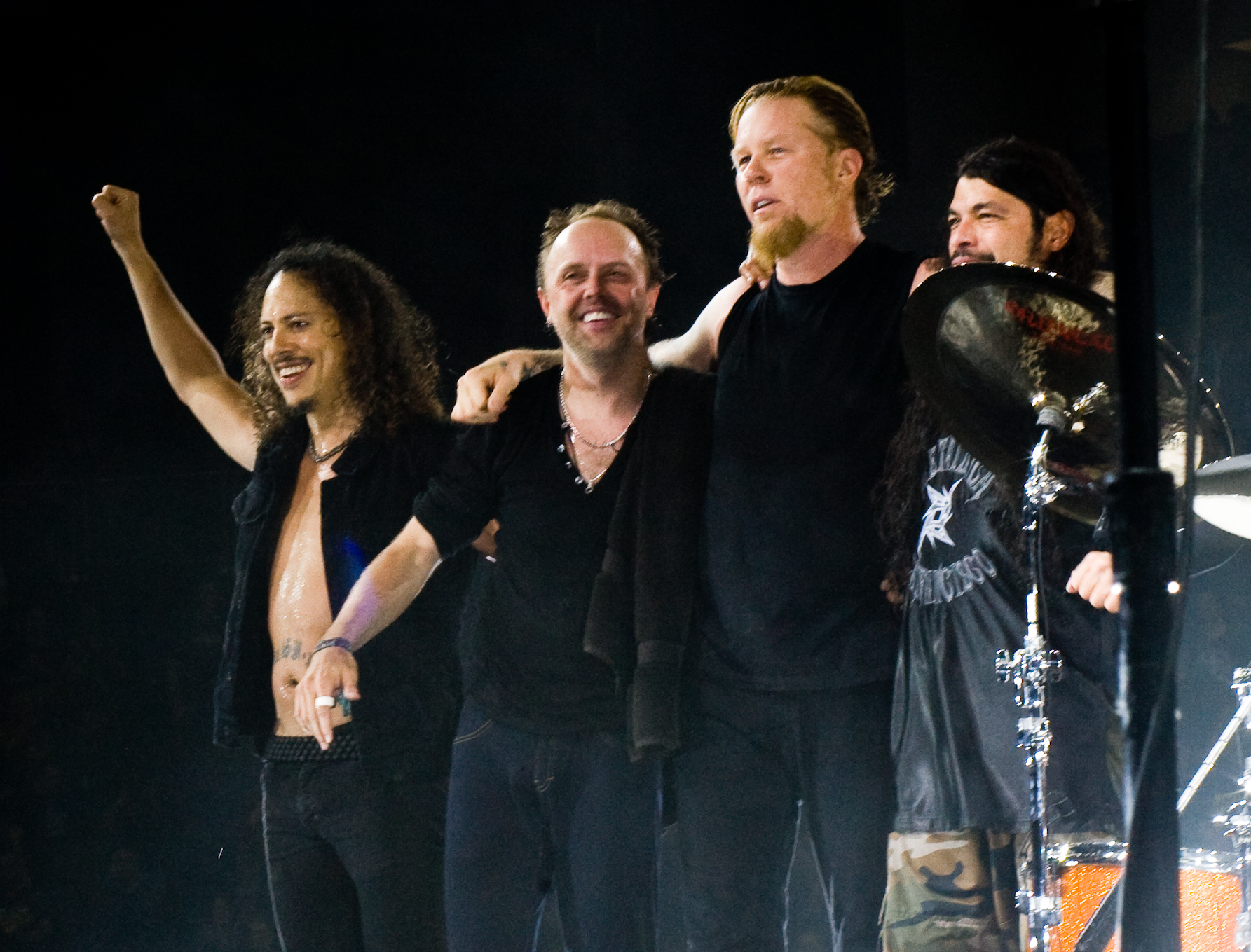
Die Band Metallica erhielt den Grammy für die beste Metal-Darbietung bislang sieben Mal

Die seit 1958 verliehenen Grammy Awards (eigentlich Grammophone Awards) werden jährlich in zahlreichen Kategorien von der The Recording Academy, früher National Academy of Recording Arts and Sciences (NARAS), in den Vereinigten Staaten von Amerika vergeben, um künstlerische Leistung, technische Kompetenz und hervorragende Gesamtleistungen im Musikbereich ohne Rücksicht auf die Album-Verkäufe oder Chart-Position zu ehren.
Ein eigener Grammy-Award für den Bereich Heavy Metal wurde bei den 31. Verleihungen 1989 gemeinsam mit dem Bereich Hard Rock als Grammy Award for Best Hard Rock/Metal Performance Vocal or Instrumental eingeführt. Im gleichen Jahr erfolgte auch die erste Vergabe eines Awards für Rap, um damit zusammen zwei neue populäre Musikbereiche der 1980er Jahre zu ehren. Der erste Preisträger war die Rockband Jethro Tull, die den Award für ihr Album Crest of a Knave erhielt und sich damit gegen Metallica und ihrem Album …And Justice for All durchsetzte. Die Entscheidung führte zu breiter Kritik an der NARAS, da nach Ansicht vieler Journalisten die Musik von Jethro Tull nicht in den Bereich des Hard Rock oder Heavy Metal einzuordnen sei.
In der Folge richtete die NARAS die beiden Kategorien Best Hard Rock Performance und Best Metal Performance ein, die seit den 32. Verleihungen 1990 bis 2012 getrennt vergeben wurden. Durch die Nominierung der Hard-Rock-Band Dokken in dieser Kategorie kam es jedoch auch 1990 zu Diskussionen um die Einordnung als „Metal Performance“, angestoßen durch den Lead-Sänger der Band Soundgarden, Chris Cornell.
Bei den Grammy-Verleihungen 2012 und 2013 wurde dieser Preis nicht vergeben, da er der Kategorie Best Hard Rock/Metal Performance zugeschlagen wurde, ehe er ab 2014 wieder eine eigene Kategorie und Hard Rock der Kategorie Best Rock Performance zugeordnet wurde.

## Statistik
In den ersten drei Jahren gewann durchweg Metallica den Preis, ausgezeichnet für den Song One, der Queen-Coverversion Stone Cold Crazy und dem Album Metallica. Bis 2010 gewann die Band insgesamt sechs der Awards dieser Kategorie und erhielt damit den Award am häufigsten, gefolgt von Tool mit drei Auszeichnungen. Black Sabbath, Nine Inch Nails und Slayer wurden je zweimal ausgezeichnet. (Stand 2022)
Die Band Megadeth wurde bis 2011 neunmal nominiert, bis sie den Preis 2012 bei ihrer zehnten Nominierung erhielt. Ministry wurde insgesamt sechsmal nominiert und ist damit die Band mit den meisten Nominierungen ohne Auszeichnung. (Stand 2022)
Bis 2022 ging der Grammy 24-mal an amerikanische und sechsmal an britische Künstler, 2016 gewann mit der Band Ghost erstmals eine schwedische Band die Auszeichnung. Als Künstler mit nicht-englischsprachigen Titeln wurde bislang nur die deutsche Band Rammstein zweimal nominiert.

## Gewinner und nominierte Künstler

### 1991 bis 2011
| Jahr                  | Künstler / Band          | Nationalität           | Werk                                    | Weitere nominierte Künstler | Bilder der Künstler                                                  |
| --------------------- | ------------------------ | ---------------------- | --------------------------------------- | --- | -------------------------------------------------------------------- |
| 1990 21. Februar 1990 | Metallica                | Vereinigte Staaten     | One                                     | - Dokken – Beast from the East (Livealbum) - Faith No More – The Real Thing (Album) - Queensrÿche – I Don’t Believe in Love - Soundgarden – Ultramega OK (Album)                | James Hetfield live in London 2008                                   |
| 1991 20. Februar 1991 | Metallica                | Vereinigte Staaten     | Stone Cold Crazy (Cover-Version)        | - Anthrax – Persistence of Time (Album) - Judas Priest – Painkiller (Album) - Megadeth – Rust in Peace (Album) - Suicidal Tendencies – Lights… Camera… Revolution! (Album)      | Kirk Hemmet, Wien 2007                                               |
| 1992 26. Februar 1992 | Metallica                | Vereinigte Staaten     | Metallica                               | - Anthrax – Attack of the Killer B’s (Compilation-Album) - Megadeth – Hangar 18 - Motörhead – 1916 (Album) - Soundgarden – Badmotorfinger (Album)                               | Lars Ulrich, London 2008                                             |
| 1993 24. Februar 1993 | Nine Inch Nails          | Vereinigte Staaten     | Wish                                    | - Helmet – In the Meantime - Megadeth – Countdown to Extinction (Album) - Ministry – N.W.O. - Soundgarden – Into the Void (Cover-Version)                                       | Trent Reznor auf dem Lollapalooza 1991                               |
| 1994 1. März 1994     | Ozzy Osbourne            | Vereinigtes Königreich | I Don’t Want to Change the World (Live) | - Iron Maiden – Fear of the Dark (Album) - Megadeth – Angry Again - Suicidal Tendencies – Institutionalized - White Zombie – Thunder Kiss ’65                                   | Ozzy Osbourne 2007                                                   |
| 1995 1. März 1995     | Soundgarden              | Vereinigte Staaten     | Spoonman                                | - Anthrax und Public Enemy – Bring the Noise - Megadeth – 99 Ways to Die - Pantera – I’m Broken - Rollins Band – Liar                                                           | Soundgarden-Frontman Chris Cornell beim Montreux Jazz Festival 2005  |
| 1996 28. Februar 1996 | Nine Inch Nails          | Vereinigte Staaten     | Happiness in Slavery                    | - Gwar – S.F.W. - Megadeth – Paranoid (Cover-Version) - Metallica – For Whom the Bell Tolls - White Zombie – More Human than Human                                              | Nine Inch Nails am 31. Mai 2005                                      |
| 1997 26. Februar 1997 | Rage Against the Machine | Vereinigte Staaten     | Tire Me                                 | - Korn – Shoots and Ladders - Pantera – Suicide Note, Pt. 2 - White Zombie – I’m Your Boogieman (Cover-Version) - Rob Zombie und Alice Cooper – Hands of Death (Burn Baby Burn) | Rage Against the Machine beim Big-Day-Out-Festival 2008 in Melbourne |
| 1998 25. Februar 1998 | Tool                     | Vereinigte Staaten     | Ænema                                   | - Corrosion of Conformity – Drowning in a Daydream - Korn – No Place to Hide - Megadeth – Trust - Pantera – Cemetery Gates                                                      | Tool live in Barcelona 2006                                          |
| 1999 24. Februar 1999 | Metallica                | Vereinigte Staaten     | Better than You                         | - Judas Priest – Bullet Train - Nashville Pussy – Fried Chicken and Coffee - Rage Against the Machine – No Shelter - Rammstein – Du hast                                        | Lars Ulrich in London 2008                                           |
| 2000 23. Februar 2000 | Black Sabbath            | Vereinigtes Königreich | Iron Man (Live)                         | - Ministry – Bad Blood - Motörhead – Enter Sandman - Nine Inch Nails – Starfuckers, Inc. - Rob Zombie – Superbeast                                                              | Black Sabbath 1999                                                   |
| 2001 21. Februar 2001 | Deftones                 | Vereinigte Staaten     | Elite                                   | - Iron Maiden – The Wicker Man - Marilyn Manson – Astonishing Panorama of the Endtimes - Pantera – Revolution Is My Name - Slipknot – Wait and Bleed                            | Deftones live in Brixton 2007                                        |
| 2002 27. Februar 2002 | Tool                     | Vereinigte Staaten     | Schism                                  | - Black Sabbath – The Wizard - Slayer – Disciple - Slipknot – Left Behind - System of a Down – Chop Suey!                                                                       | Tool live in Mannheim 2006                                           |
| 2003 23. Februar 2003 | Korn                     | Vereinigte Staaten     | Here to Stay                            | - P.O.D. – Portrait - Slipknot – My Plague - Stone Sour – Get Inside - Rob Zombie – Never Gonna Stop (The Red Red Kroovy)                                                       | Korn bei Rock im Park 2007                                           |
| 2004 8. Februar 2004  | Metallica                | Vereinigte Staaten     | St. Anger                               | - Korn – Did My Time - Marilyn Manson – Mobscene - Spineshank – Smothered - Stone Sour – Inhale                                                                                 | Robert Trujillo, London 2008                                         |
| 2005 13. Februar 2005 | Motörhead                | Vereinigtes Königreich | Whiplash (Cover-Version)                | - Cradle of Filth – Nymphetamine Fix - Hatebreed – Live for This - Killswitch Engage – The End of Heartache - Slipknot – Vermilion, Pt. 1                                       | Lemmy Kilmister, Sänger, Bassist und Gründer von Motörhead           |
| 2006 8. Februar 2006  | Slipknot                 | Vereinigte Staaten     | Before I Forget                         | - Ministry – The Great Satan - Mudvayne – Determined - Rammstein – Mein Teil - Shadows Fall – Carinthia                                                                         | Slipknot live am Mayhem Festival 2008                                |
| 2007 11. Februar 2007 | Slayer                   | Vereinigte Staaten     | Eyes of the Insane                      | - Lamb of God – Redneck - Mastodon – Colony of Birchmen - Ministry – Lieslieslies - Stone Sour – 30/30-150                                                                      | Slayer live beim The Fields of Rock 2007                             |
| 2008 10. Februar 2008 | Slayer                   | Vereinigte Staaten     | Final Six                               | - As I Lay Dying – Nothing Left - King Diamond – Never Ending Hill - Machine Head – Aesthetics of Hate - Shadows Fall – Redemption                                              | Kerry King, 2008                                                     |
| 2009 8. Februar 2009  | Metallica                | Vereinigte Staaten     | My Apocalypse                           | - DragonForce – Heroes of Our Time - Judas Priest – Nostradamus - Ministry – Under My Thumb - Slipknot – Psychosocial                                                           | Metallica                                                            |
| 2010 31. Januar 2010  | Judas Priest             | Vereinigtes Königreich | Dissident Aggressor (Live)              | - Lamb of God – Set to Fail - Megadeth – Head Crusher - Ministry – Señor Peligro - Slayer – Hate Worldwide                                                                      | Judas Priest beim Sweden Rock Festival 2008                          |
| 2011 13. Februar 2011 | Iron Maiden              | Vereinigtes Königreich | El Dorado                               | - Korn – Let the Guilt Go - Lamb of God – In Your Words - Megadeth – Sudden Death - Slayer – World Painted Blood                                                                | Iron Maiden, 2008                                                    |

### Seit 2014
| Jahr                  | Künstler / Band                         | Nationalität           | Werk                            | Weitere nominierte Künstler | Bilder der Künstler           |
| --------------------- | --------------------------------------- | ---------------------- | ------------------------------- | --- | ----------------------------- |
| 2014 26. Januar 2014  | Black Sabbath                           | Vereinigtes Königreich | God Is Dead?                    | - Anthrax – T.N.T. - Dream Theater – The Enemy Inside - Killswitch Engage – In Due Time - Volbeat feat. King Diamond – Room 24               | Black Sabbath, 2012           |
| 2015 8. Februar 2015  | Tenacious D                             | Vereinigte Staaten     | The Last in Line (Coverversion) | - Anthrax – Neon Knights - Mastodon – High Road - Motörhead – Heartbreaker - Slipknot – The Negative One                                     | Tenacious D, 2006             |
| 2016 15. Februar 2016 | Ghost                                   | Schweden               | Cirice                          | - August Burns Red – Identity - Lamb of God – 512 - Sevendust – Thank You - Slipknot – Custer                                                | Ghost, 2013                   |
| 2017 12. Februar 2017 | Megadeth                                | Vereinigte Staaten     | Dystopia                        | - Baroness – Shock Me - Gojira – Silvera - Korn – Rotting in Vain - Periphery – The Price Is Wrong                                           | Megadeth, 2010                |
| 2018 28. Januar 2018  | Mastodon                                | Vereinigte Staaten     | Sultan’s Curse                  | - August Burns Red – Invisible Enemy - Body Count – Black Hoodie - Code Orange – Forever - Meshuggah – Clockworks                            | Mastodon, 2012                |
| 2019 10. Februar 2019 | High on Fire                            | Vereinigte Staaten     | Electric Messiah                | - Between the Buried and Me – Condemned to the Gallows - Deafheaven – Honeycomb - Trivium – Betrayer - Underoath – On My Teeth               | High on Fire, 2008            |
| 2020 26. Januar 2020  | Tool                                    | Vereinigte Staaten     | 7empest                         | - Candlemass feat. Tony Iommi – Astorolus - Death Angel – Humanicide - I Prevail – Bow Down - Killswitch Engage – Unleashed                  | Tool, 2006                    |
| 2021 14. März 2021    | Body Count                              | Vereinigte Staaten     | Bum-Rush                        | - Code Orange – Underneath - In This Moment – The In-Between - Poppy – Bloodmoney - Power Trip – Executioner’s Tax (Swing of the Axe) (live) | Body Count feat. Ice-T (2019) |
| 2022 3. April 2022    | Dream Theater                           | Vereinigte Staaten     | The Alien                       | - Deftones – Genesis - Gojira – Amazonia - Mastodon – Pushing the Tides - Rob Zombie – The Triumph of King Freak                             | Dream Theater (2020)          |
| 2023 5. Februar 2023  | Ozzy Osbourne (feat. Tony Iommi)        | Vereinigtes Königreich | Degradation Rules               | - Ghost – Call Me Little Sunshine - Megadeth – We’ll Be Back - Muse – Kill or Be Killed - Turnstile – Blackout                               |                               |
| 2024 4. Februar 2024  | Metallica                               | Vereinigte Staaten     | 72 Seasons                      | - Disturbed – Bad Man - Ghost – Phantom of the Opera - Slipknot – Hive Mind - Spiritbox – Jaded                                              | Metallica 1983                |
| 2025 2. Februar 2024  | Gojira, Marina Viotti & Victor Le Masne | Frankreich             | Mea culpa (Ah! Ça ira!)         | - Judas Priest – Crown of Horns - Knocked Loose feat. Poppy – Suffocate - Metallica – Screaming Suicide - Spiritbox – Cellar Door            | Gojira 2023                   |

## Belege
1. ↑  “honor artistic achievement, technical proficiency and overall excellence in the recording industry, without regard to album sales or chart position” Overview. The Recording Academy, archiviert vom Original am 19. August 2012; abgerufen am 19. Juli 2010 (englisch).  Info: Der Archivlink wurde automatisch eingesetzt und noch nicht geprüft. Bitte prüfe Original- und Archivlink gemäß Anleitung und entferne dann diesen Hinweis.
2. ↑  Grammy Awards at a Glance. In: Los Angeles Times. Tribune Company, abgerufen am 19. Juli 2010 (englisch).
3. ↑  Jon Pareles: Grammys to McFerrin and Chapman. In: The New York Times. 23. Februar 1989 (englisch, nytimes.com [abgerufen am 19. Juli 2010]).
4. ↑  Frank Hoffmann: Encyclopedia of Recorded Sound. 2. Auflage. Band 1: A–L. Routledge, New York, NY 2005, ISBN 0-203-48427-4, S. 1080 (books.google.de).
5. ↑  Stephen Holden: The Pop Life. In: The New York Times. 14. Februar 1990 (englisch, nytimes.com [abgerufen am 19. Juli 2010]).
6. ↑  Bruce Britt: It’s time again for the Grammy award gripes. In: Pittsburgh Post-Gazette. Block Communications, 17. Februar 1990 (englisch, google.com [abgerufen am 19. Juli 2010]).
7. ↑  Awards Category Comparison Chart. (PDF; 80 kB) National Academy of Recording Arts and Sciences, S. 1, archiviert vom Original am 16. Mai 2011; abgerufen am 8. April 2011 (englisch).  Info: Der Archivlink wurde automatisch eingesetzt und noch nicht geprüft. Bitte prüfe Original- und Archivlink gemäß Anleitung und entferne dann diesen Hinweis.
8. ↑  NARAL Final Nomination List 57th Grammy Awards, abgerufen am 31. Dezember 2015.